# Покровные ткани

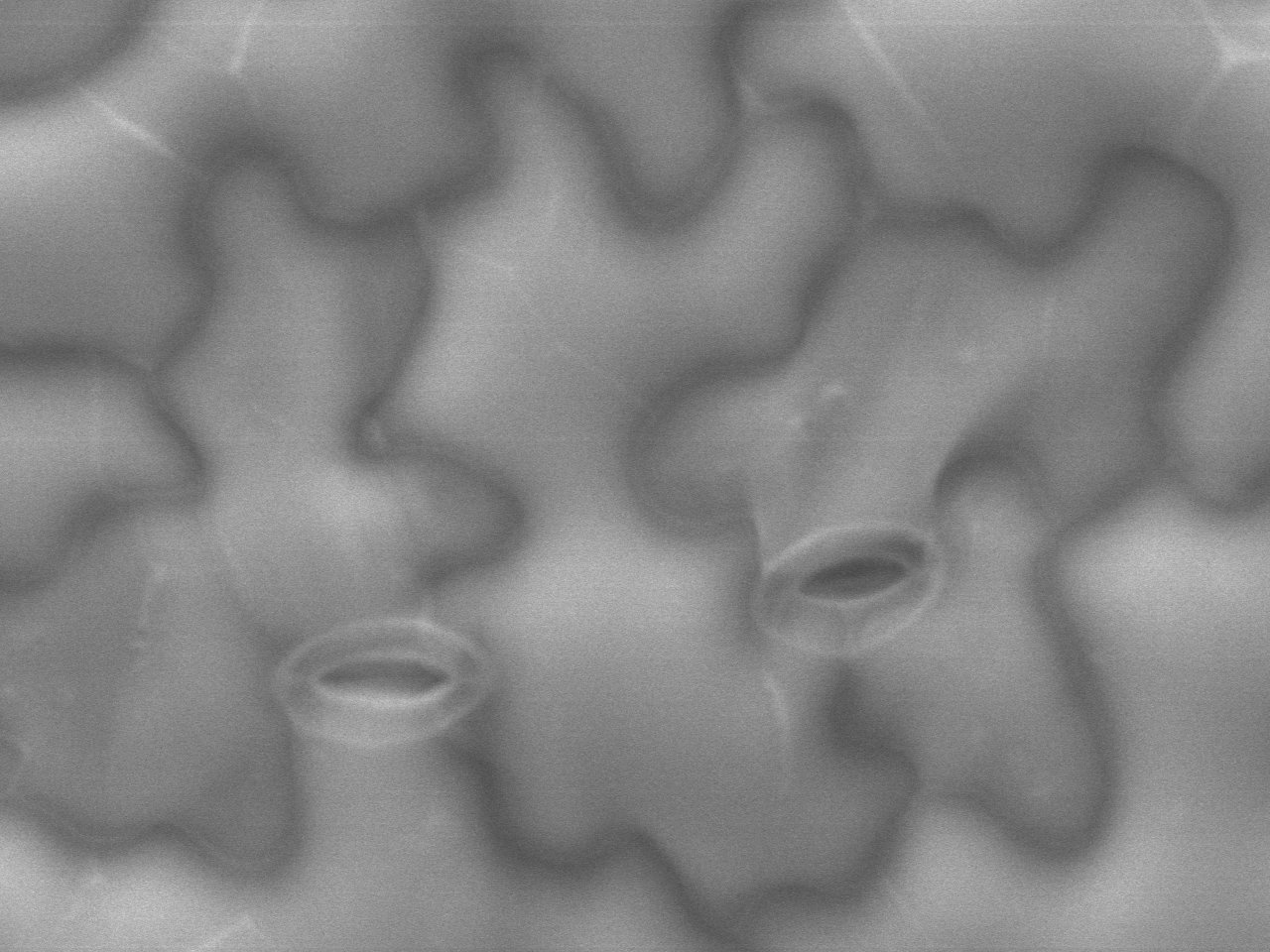
Эпидерма листа арабидопсиса с устьицами

Покро́вные тка́ни — наружные ткани растения.
Покровные ткани предохраняют органы растения от высыхания, от температурных воздействий, механических повреждений, гиф грибов, болезнетворных бактерий и вирусов и других неблагоприятных воздействий окружающей среды. Осуществляют всасывание и выделение воды и других веществ.
Через покровные ткани стебля осуществляется газообмен. В эпидерме он происходит через устьица. После образования перидермы эпидерма отмирает и слущивается, и газообмен идёт через чечевички.
Часто эпидерма растений несёт различные образования: эмергенцы, кроющие и железистые волоски (трихомы), составляющие опушение растения.

## Классификация
В зависимости от периода закладки выделяют следующие типы покровных тканей:
- первичные покровные ткани: в стебле это эпидерма, в корне — экзодерма (сверху молодой корень покрыт ризодермой (эпиблемой), она топографически соответствует эпидерме, но экзодерма и эпидерма не сопоставимы ни по происхождению, ни по форме клеток)[4].
- вторичные покровные ткани: пробка, или феллема. Он имеется в стеблях древесных растений, в корнях двудольных и голосеменных, способных к вторичному утолщению. Вместе с феллогеном и феллодермой пробка входит в состав перидермы[4].
- дополнительная покровная ткань — корка (ритидом)[2].